# Мішки для трупів
«Мішки для трупів» (англ. Body Bags) — американський телевізійний науково-фантастичний комедійний фільм жахів, режисерів Джона Карпентера, Тоба Хупера і Ларрі Салкіса. Це антологія, яка розповідає три не пов'язаних між собою історій.

## Сюжет
«Заправка»
Енн молода студентка коледжу, яка хоче підзаробити і перший раз працює в нічну зміну на заправці. Працівник заправки Білл, залишає її і каже, що в новинах повідомили про серійного вбивцю, який втік з психіатричної лікарні і Енн повинна бути обережна і не залишати дверей на станції відкритими. Після того, як Білл йде, Енн залишається одна і кожен клієнт їй вважається небезпечним.
«Волосся»
Річард Собертс бізнесмен середніх років, якого дуже турбує втрата його волосся. Коли він з телевізійної реклами дізнається, про метод вирощування волосся, то за дуже велику плату, погоджується на лікування шкіри голови, щоб змусити рости волосся. На наступний день Річард прокидається і радіє, що він має волосся. Але протягом наступних кількох днів, Річард стає все більш хворим і втомленим, і незабаром він виявляє в себе волосся там де його не повинно бути.
«Око»
Брент Метьюз бейсболіст вищої ліги, потрапляє в серйозну автомобільну аварію, в якій його праве око було пошкоджене. Не бажаючи визнати, що його кар'єра закінчена, він хапається за шанс коли лікар говорить йому про експериментальну хірургічну процедуру. Брентові пересаджують око від нещодавно померлої людини. Після операції, Брент можете бачити і радіє цьому. Але незабаром його нове око починає бачити неймовірні жахи.

## У ролях
| Актор               | Роль              |
| ------------------- | ----------------- |
| Джон Карпентер      | паталогоанатом    |
| Том Арнольд         | працівник моргу 1 |
| Тоуб Хупер          | працівник моргу 2 |
| Роберт Керрадайн    | Білл              |
| Алекс Детчер        | Енні              |
| Пітер Джейсон       | Джент             |
| Моллі Чік           | жінка             |
| Вес Крейвен         | бліда людина      |
| Сем Реймі           | мертвий Білл      |
| Девід Нотон         | Піт               |
| Джордж «Бак» Флауер | незнайомець       |
| Люсі Борйєр         | Пеггі             |
| Роджер Рукс         | телеведучий       |
| Стейсі Кіч          | Річард Собертс    |
| Девід Ворнер        | доктор Лок        |
| Шина Істон          | Меган             |

| Актор            | Роль                         |
| ---------------- | ---------------------------- |
| Ден Блом         | Денніс                       |
| Аттіла           | людина з красивими волоссям  |
| Кім Алексіс      | жінка з красивими волоссям   |
| Грегорі Нікотеро | чоловік з собакою            |
| Дебора Гаррі     | медсестра                    |
| Марк Гемілл      | Брент Метьюс                 |
| Твіггі           | Кеті Метьюс                  |
| Джон Агар        | доктор Ланг                  |
| Роджер Корман    | доктор Брегман               |
| Чарльз Неп'єр    | менеджер бейсбольної команди |
| Едде Велес       | бейсболіст                   |
| Бетті Мурамото   | бібліотекар                  |
| Бебе Дрейк       | медсестра                    |
| Шон МакКлорі     | міністр                      |
| Роберт Льюїс Буш | людина                       |
| Грегорі Елперт   | технік                       |
| Мартін ЛеБланк   | зомбі Кеті                   |

## Саундтрек
| Список треків | Список треків             | Список треків |
| #             | Назва                     | Тривалість    |
| ------------- | ------------------------- | ------------- |
| 1.            | «The Coroner's Theme»     | 6:28          |
| 2.            | «The Picture on the Wall» | 1:14          |
| 3.            | «Alone»                   | 3:46          |
| 4.            | «Cornered»                | 1:41          |
| 5.            | «Locked Out»              | 3:11          |
| 6.            | «The Corpse in the Cab»   | 3:00          |
| 7.            | «Body Bag #1»             | 2:16          |
| 8.            | «Brain Trouble»           | 4:50          |
| 9.            | «Long Beautiful Hair»     | 5:40          |
| 10.           | «Broken Glass»            | 1:05          |
| 11.           | «Dr. Lang»                | 2:44          |
| 12.           | «The Operation»           | 1:15          |
| 13.           | «I Can See»               | 1:05          |
| 14.           | «Vision»                  | 0:54          |
| 15.           | «Vision and Voices»       | 4:34          |
| 16.           | «Put Them in the Ground»  | 1:22          |
| 17.           | «Vision and Rape»         | 2:21          |
| 18.           | «John Randle»             | 4:20          |
| 19.           | «...Pluck It Out»         | 3:47          |
| 55:30         |                           |               |